# Шамалова-Беркович, Юлия
Юлия Шамалова-Беркович (род. 1 апреля 1964, Самарканд) — израильский общественный и политический деятель, депутат кнессета 18-го созыва от партии Кадима.

## Биография
В 1979 году, в возрасте 15 лет, вместе с родителями репатриировалась в Израиль.
Окончила иерусалимскую школу «Рене Кассен», затем — курсы журналистики.
Первую академическую степень по специальности «общественные науки, социальная психология и антропология» получила в 1988 году, окончив Тель-Авивский университет.
В 1998 году получила степень магистра менеджмента (МВA), окончив школу управления бизнесом им. Л. Раканати при Тель-Авивском университете.
Карьеру в израильских средствах массовой информации Ю. Шамалова-Беркович начала в 1988 году. Работала в газетах «Индекс Йерушалаим», «Тель-Авив» и «Ма бэ-фетах».
В 1992 году стала руководителем отдела маркетинга, а затем генеральным директором газеты «Вести», которую в скором времени превратила из тонкого еженедельника в крупнейшее и самое влиятельное израильское ежедневное печатное издание на русском языке с массой популярных приложений, таких, как «Окна», «Казначей», «Шарм» и др.
В начале 2001 года Ю. Шамалова-Беркович по поручению Льва Леваева возглавила русскоязычный канал израильского телевидения «Израиль-плюс». Канал начал свою работу в ноябре 2002 года. Шамалова была уволена 10 февраля 2004 года за низкий рейтинг канала и катастрофический долг.
С 2004 года, после ухода с телевидения, активно занималась бизнесом и общественной деятельностью. В частности, входила в состав президиума Всемирного сионистского конгресса, возглавляла комиссию Ассоциации предпринимателей Израиля по инициативам репатриантов, была членов советов директоров нескольких крупных компаний, оказывала консалтинговые услуги в сфере стратегического развития.
Параллельно занималась политической деятельностью. К работе в движении Кадима Ю. Шамалову-Беркович привлек Ариэль Шарон. В 2006 году она была назначена заместителем генерального директора движения Кадима по стратегии и развитию, однако уволена через пять месяцев.
Баллотировалась от партии Кадима в кнессет 17-го созыва.
Депутатом кнессета 18-го созыва стала 6 июля 2009 г.
Юлия замужем за экономистом Йехезкелем Берковичем. У них двое детей — сын Шахаф и дочь Нуэль.
Живет в Герцлии.

## Приоритеты
Будучи убеждённым сионистом, Ю. Шамалова-Беркович считает, что Израиль должен стать самым предпочтительным местом жизни для всех евреев мира. Её мечта — чтобы у каждого еврея, где бы он ни жил, был в Израиле свой дом, реальное ощущение причастности к Эрец-Исраэль, дарующее чувство родины. Поэтому она требует снизить цены на жильё.
Одним из основных условий экономической стабильности Ю. Шамалова-Беркович считает превращение Израиля в экспортное государство, которое, за отсутствием полезных ископаемых, может с успехом поставлять на мировые рынки сельскохозяйственную продукцию и технологии, научные знания и разработки наукоемких производств.
Ю. Шамалова-Беркович считает все репатриантские общины, в том числе и общину репатриантов из бывшего СССР, органической частью израильского общества. Она верит в то, что каждый репатриант должен реализовать в Израиле свой творческий и созидательный потенциал.
Ю. Шамалова-Беркович уверена, что сила Израиля — в единстве. Она категорически против разделения населения страны на сектора по любому принципу, не приемлет любые проявления этнической или религиозной нетерпимости, ксенофобии и расизма.
Важнейшей сферой национальных и государственных интересов Ю. Шамалова-Беркович считает сферу воспитания и образования, укрепление моральных и духовных, семейных, общественных и национальных традиций, создание реальных перспектив для роста и развития молодого поколения израильтян.